# Симджян, Лютер Джордж
Лютер Джордж Симджян (англ. Luther Simjian, 28 января 1905,г.Айнтап, Османская империя — 23 октября 1997, Форт-Лодердейл) — американский изобретатель армянского происхождения, создатель первого банкомата.
Владел также патентами на такие разнообразные устройства, как симулятор полета, самофокусирующаяся камера, телесуфлер и множества других, число которых насчитывается 200.

## Биография
Родился в 1905 году в Османской империи, в Айнтапе. В 1915 году, во время геноцида армян, семья Симджян бежала в Алеппо (Сирия), где они прожили 5 лет. Его мачеха и сводные сестры были убиты в Мараше, а юноша бежал в Бейрут, затем - во Францию, а к концу 1920 года — в США, где у него были родственники в Нью-Хейвене, штат Коннектикут.

## Карьера
В 1934 году Симджян переехал в Нью-Йорк и прошел курсы в Колумбийском университете, сосредоточив внимание на бизнес-образовании, писательстве и международном банковском деле.
Интерес Симджяна к портретной фотографии привел к тому, что он изобрел камеру для автосъемки. В 1929 году он подал заявку на патент на «Поза-отражающую систему для фотоаппарата», с помощью которой фотографирующийся человек мог видеть и оптимизировать свое изображение в зеркале до того, как фотография была сделана.
В 1931 году камера была представлена в универмаге Ванамейкер в Нью-Йорке. Внутри будки люди могли наблюдать создание своих изображений в реальном времени. В то время это широко освещалось в прессе. Эта разработка впоследствии привела к изобретению камеры автофокусировки (самофокусировки), Симджян подал заявку на патент в июне 1931 года и получил патент на «Самофокусирующуюся камеру» в июле 1932 года.

В 1939 году он основал Reflectone Inc. для разработки и производства своих изобретений. Во время Второй мировой войны Reflectone продала Министерству обороны более 2000 тренажеров для оценки оптической дальности для помощи в военных действиях.
Прототип первого банкомата был изобретен американским ученым армянского происхождения Лютером Джорджем Симджяном[en] (англ. Luther George Simjian) ещё в 1939 году. Устройство выдавало наличные, но при этом не могло списать их со счёта: аппарат не был связан с банком. Симджян предложил опробовать изобретение City Bank of New York, но через полгода банкиры вернули машину, сообщив, что не видят в ней необходимости. Изобретение Симджяна было почти на 30 лет забыто и доработано только в конце 1960-х годов.

## Смерть
Ближе к концу своей жизни Симджян построил небольшую научно-исследовательскую лабораторию в Форт-Лодердейле, штат Флорида, и продолжал изобретать до своей смерти 23 октября 1997 года.